# ZIL-130
ZIL-130 je sovětský a ruský střední nákladní automobil vyvinutý a vyráběný moskevským závodem ZIL. První prototyp byl postaven v roce 1956 a sériová výroba byla zahájena v roce 1964.
Jde o jeden z nejpopulárnějších vozů v historii sovětského automobilového průmyslu; za téměř půlstoletí vzniklo asi 3,4 milionu exemplářů. Využíval se v civilním sektoru, armádě a část šla na vývoz.
Pokud jde o nosnost (5 až 6 tun), vyplňoval místo středně těžkého nákladního automobilu mezi lehčími vozy GAZ-53 a výkonnějšími nákladními automobily jako MAZ-500, JAZ (později KrAZ), ZIL-133 nebo KamAZ.
Od roku 1986 se vyráběl pod novým standardizovaným indexem - ZiL-431410 a roku 1995 byla výroba přesunuta do Uralského automotorového závodu (UAmZ).

## Vývoj
Závod ZIL začal pracovat na náhradě modelu ZIL-164 hned po destalinizaci. První prototyp byl postaven o několik měsíců později a měl zcela novou kabinu a také širší čelní sklo ovlivněné nákladními vozy značky Dodge.
Nový model si od svého předchůdce s novým motorem V8 a více zesíleným rámem zachoval jen málo, nicméně byl o něco kratší než předchůce ZIL-164. Sériová výroba začala v roce 1964 pod názvem ZIL-130 a výroba modelu ZIL-164 byla brzy ukončena ve prospěch jeho modernějšího nástupce.